# Période d'exil de Caravage
Vous lisez un « article de qualité » labellisé en 2020.

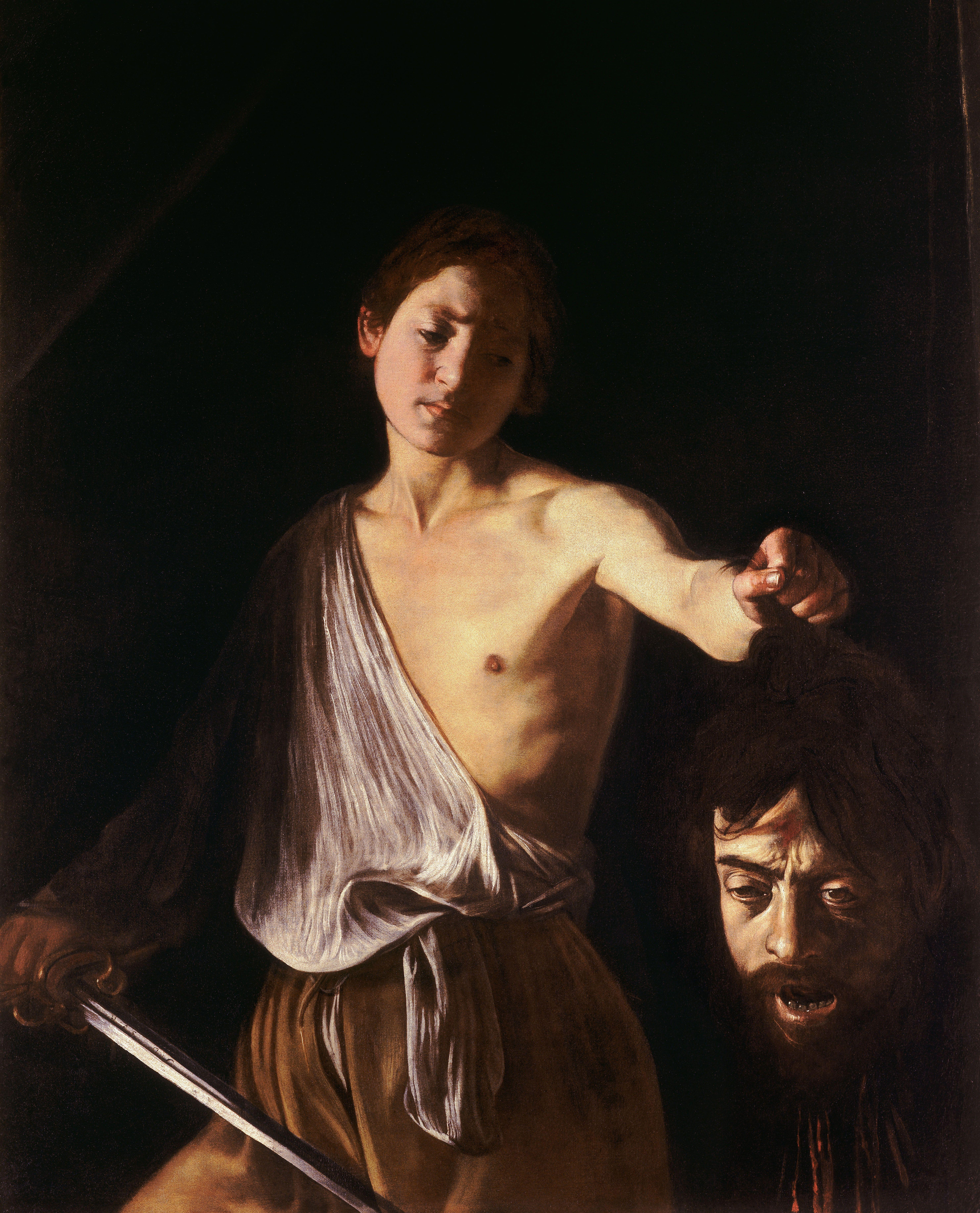
David avec la tête de Goliath, l'une des toiles les plus sombres et désespérées que peint Caravage pendant sa période d'exil : la tête coupée de Goliath est peut-être un autoportrait.

Trajet d'exil de Caravage, 1606-1610.
Sa fuite le mène des États pontificaux jusqu'au royaume de Naples et à celui de Sicile, en passant par l'île de Malte.

La période d’exil de Caravage est la période durant laquelle le peintre lombard Michelangelo Merisi, dit « Caravage », est obligé de fuir la ville de Rome où il est accusé de meurtre, pour partir vers le sud de l'Italie et même jusqu'à l'île de Malte. Son exil s'étend sur un peu plus de quatre ans, de mai 1606 jusqu'à sa mort en juillet 1610 à l'âge de 38 ans alors qu'il vient justement d'obtenir la grâce l'autorisant à revenir à Rome sans y être inquiété.
Après avoir commis le meurtre qui va bientôt lui valoir une condamnation à mort par contumace, Caravage est d'abord contraint de quitter précipitamment Rome pour se réfugier dans les monts Albains du Latium. Il n'y reste que peu de temps : au bout de quelques mois seulement, il se rend dans la ville de Naples pour y trouver plus de sécurité. Puis il décide d'embarquer pour Malte, toujours dans le but d'y trouver refuge mais aussi afin d'y accéder au statut de chevalier de l'ordre de Saint-Jean de Jérusalem. Peu de temps après, toutefois, il est contraint de fuir l'île après s'être trouvé mêlé à une nouvelle affaire de violence. Il se retrouve alors en Sicile, où il séjourne à Syracuse, Messine et Palerme. En 1609, il retourne à Naples et décide de se rendre à Rome où il pense obtenir un pardon de la justice du pape Paul V. Mais il meurt en chemin, dans des circonstances mal connues, le 18 juillet 1610 dans le village de Porto Ercole.
Caravage produit sans doute au moins une vingtaine d'œuvres durant cette période. Le style qu'il déploie alors est très caractéristique et fait écho à la difficulté de sa vie d'exilé et de condamné à mort : sa palette s'assombrit considérablement, il fait évoluer l'espace de ses compositions et les thèmes qu'il traite se font également plus sombres, plus méditatifs, plus contemplatifs mais aussi plus morbides. C'est une période durant laquelle il réalise des œuvres parfois monumentales à dimension religieuse, ainsi que des peintures de commande — notamment des portraits — à destination de divers notables dont il espère obtenir des faveurs, parmi lesquelles une intercession auprès du Pape pour lui permettre de reprendre le cours de sa vie romaine.

## Contexte et conditions de l'exil

### La fuite de Rome

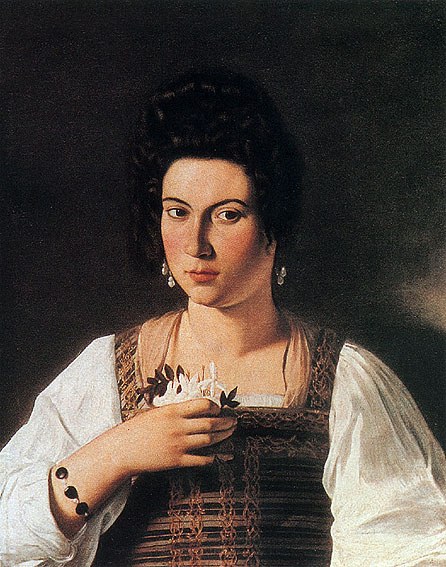
La « courtisane » Fillide Melandroni, qui pose pour Caravage (ici pour le Portrait d'une courtisane) mais se prostitue aussi pour Tomassoni, pourrait être l'objet de la violente dispute entre les deux hommes.

Originaire de Milan, puis installé à Rome au cours des années 1590, Caravage s'y fait connaître pour son art qui rencontre un succès grandissant au tournant du siècle, mais aussi pour son tempérament violent qui lui vaut différents démêlés avec la justice. Le plus grave incident se produit le 28 mai 1606, au cours des fêtes de rue à la veille de l'anniversaire de l'élection du pape Paul V, fêtes qui sont l'occasion de nombreuses bagarres dans la ville. Dans l'une d'entre elles, quatre hommes armés s'affrontent, dont Caravage et son ami Onorio Longhi qui font face à des membres et proches de la famille Tomassoni, parmi lesquels Ranuccio Tomassoni et son frère Giovan Francesco — pourtant identifié comme un « gardien de l'ordre ». Pendant ce combat, Caravage tue Ranuccio Tomassoni d'un coup d'épée ; lui-même est blessé.
L'événement fait beaucoup de bruit dans la ville, et une quantité d'informations plus ou moins vérifiées circule alors ; il y est question de bagarre à l'issue d'une partie de jeu de paume (ou du moins à proximité d'un terrain de jeu de paume qui jouxte le palais Firenze,), ou encore de dispute à propos de dettes de jeu. Peut-être existe-t-il également une rancœur entre Merisi et Tomassoni à cause d'une femme, notamment Fillide Melandroni qui pose pour Caravage mais se prostitue aussi pour le compte de Tomassoni. Il est presque certain en tout cas que cette rixe se fonde sur une ancienne querelle, bien qu'il ne soit pas établi avec certitude quel en a été l'objet. Des tensions entre Onorio Longhi et les Tomassoni existent depuis longtemps déjà, et il est possible que Caravage soit simplement venu assister son ami Longhi dans cette vendetta, comme l'exige alors le code de l'honneur.
À la suite de ce drame, les différents participants s'enfuient pour échapper à la justice : Longhi part pour sa ville natale de Milan, tandis que les survivants du groupe de Tomassoni se réfugient à Parme. Pour sa part, Caravage entame son exil par les monts Albains dans la région du Latium, au sud de Rome. Sa destination précise reste débattue, entre les villes de Zagarolo, de Palestrina ou encore de Paliano ; dans tous les cas, ces localités offrent alors suffisamment de distance pour une sauvegarde immédiate, d'autant que la région est sous la domination de la famille Colonna, protectrice de longue date de Caravage. Ce séjour est toutefois de courte durée : en effet, sa situation est devenue critique car l'action de la justice romaine, bien qu'initialement lente, se révèle au bout de quelques semaines redoutable et même extraordinairement sévère puisque Caravage est condamné par contumace au bando capitale, c'est-à-dire à un bannissement à vie assorti d'une condamnation à mort qui peut théoriquement être exécutée par quiconque et en tout lieu. Le peintre décide donc rapidement de se réfugier beaucoup plus loin au sud, loin des États pontificaux dont dépend le Latium, mais toujours sous la protection des Colonna : il part donc pour Naples, alors sous domination espagnole, sans doute avant la fin du mois de septembre 1606.
Ce séjour de quelques mois dans le Latium est sans doute l'occasion pour Caravage de produire certaines œuvres, bien que la documentation connue ne permette pas de l’affirmer avec certitude : il s'agirait du Saint François en méditation et de l'autre Saint François en méditation sur le crucifix de Crémone, ainsi que de la Marie-Madeleine en extase et du Souper à Emmaüs aujourd'hui conservé à Milan. Il est également possible que le David avec la tête de Goliath de la galerie Borghèse soit également produit à cette période, même si des auteurs penchent pour une réalisation plus tardive, voire précédant de peu la mort de l'artiste en 1610.

### Errances méditerranéennes

#### Premier séjour à Naples

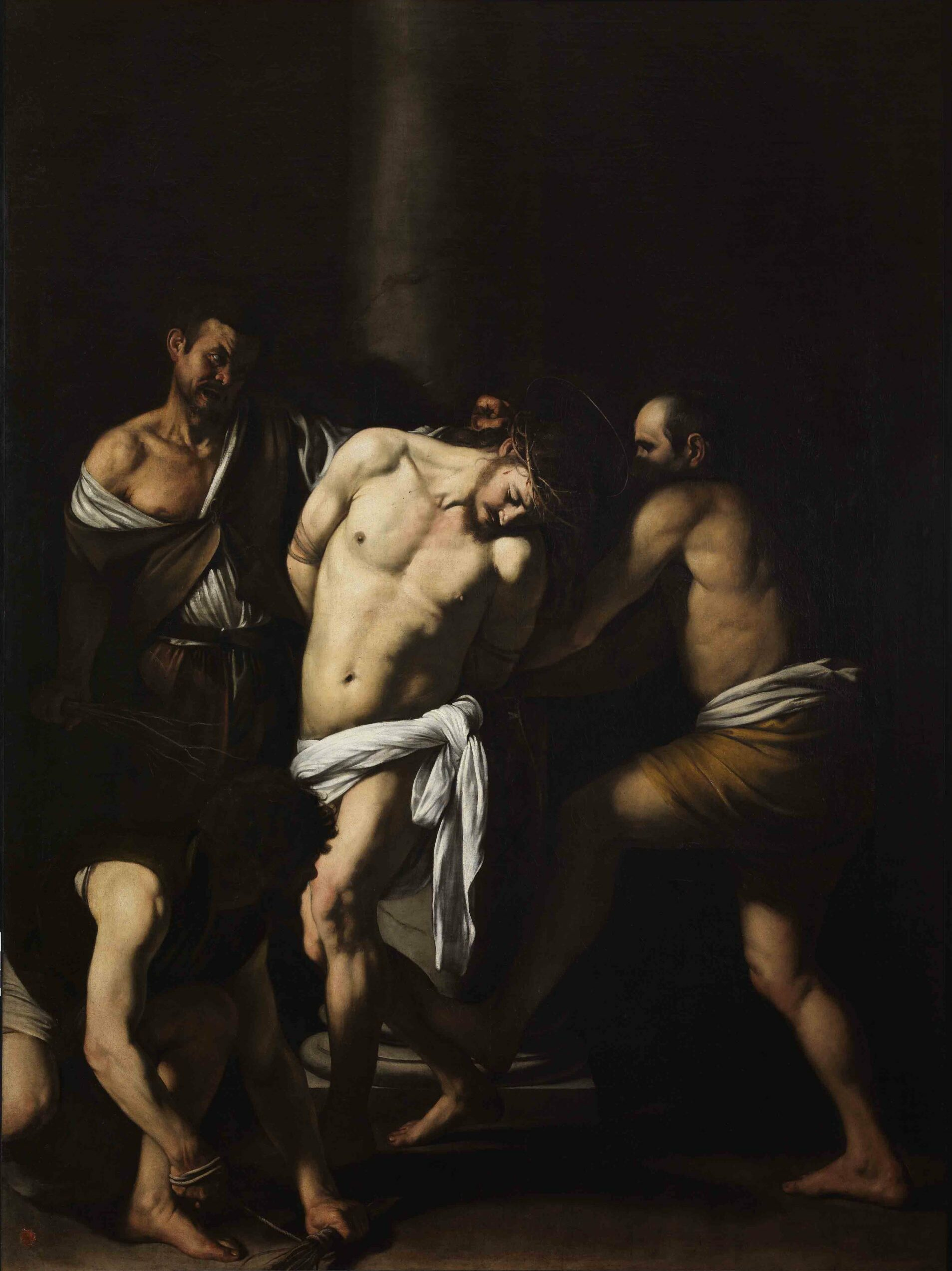
La Flagellation du Christ (conservé au musée de Capodimonte) est l'un des tableaux religieux que Caravage peint à Naples.

Caravage arrive à Naples quatre mois après avoir quitté Rome, vers la fin du mois de septembre 1606. Bien qu'il n'y séjourne que dix mois avant de repartir en direction de Malte, il vit là une période de création très féconde ; curieusement, aucune archive n'atteste durant cette période de la moindre frasque, de la plus petite accusation ni d'un seul délit de sa part.
Caravage est visiblement très attendu à Naples, du moins dans les milieux artistiques ; selon les termes de son biographe quasi-contemporain Giovanni Pietro Bellori qui commente son parcours quelques dizaines d'années plus tard, « il [y trouve] aussitôt à s'employer, car sa manière et son nom étaient déjà connus ». De fait, il reçoit immédiatement des commandes importantes et bien payées de la part des notables locaux : d'abord un tableau d'autel représentant une Vierge à l'Enfant — tableau aujourd'hui disparu — puis un tableau destiné à décorer une autre église, Les Sept Œuvres de miséricorde. Le tableau de La Flagellation du Christ fait également partie des productions de cette période, de même que Salomé avec la tête du Baptiste et Le Christ à la colonne. Le huitième comte de Benavente, vice-roi d'Espagne en poste à Naples — le royaume napolitain étant placé depuis le début du XVIe siècle sous l'autorité de la couronne d'Espagne —, passe sans doute commande à Caravage du Saint André qu'il remporte peu après avec lui à Valladolid[source insuffisante].
Sans doute est-ce également pendant cette année napolitaine que Caravage réalise La Madone du Rosaire ainsi que son David avec la tête de Goliath, dans l'hypothèse où ce dernier tableau n'a pas été réalisé peu de temps avant l'arrivée du peintre à Naples.

#### Chevalier à Malte

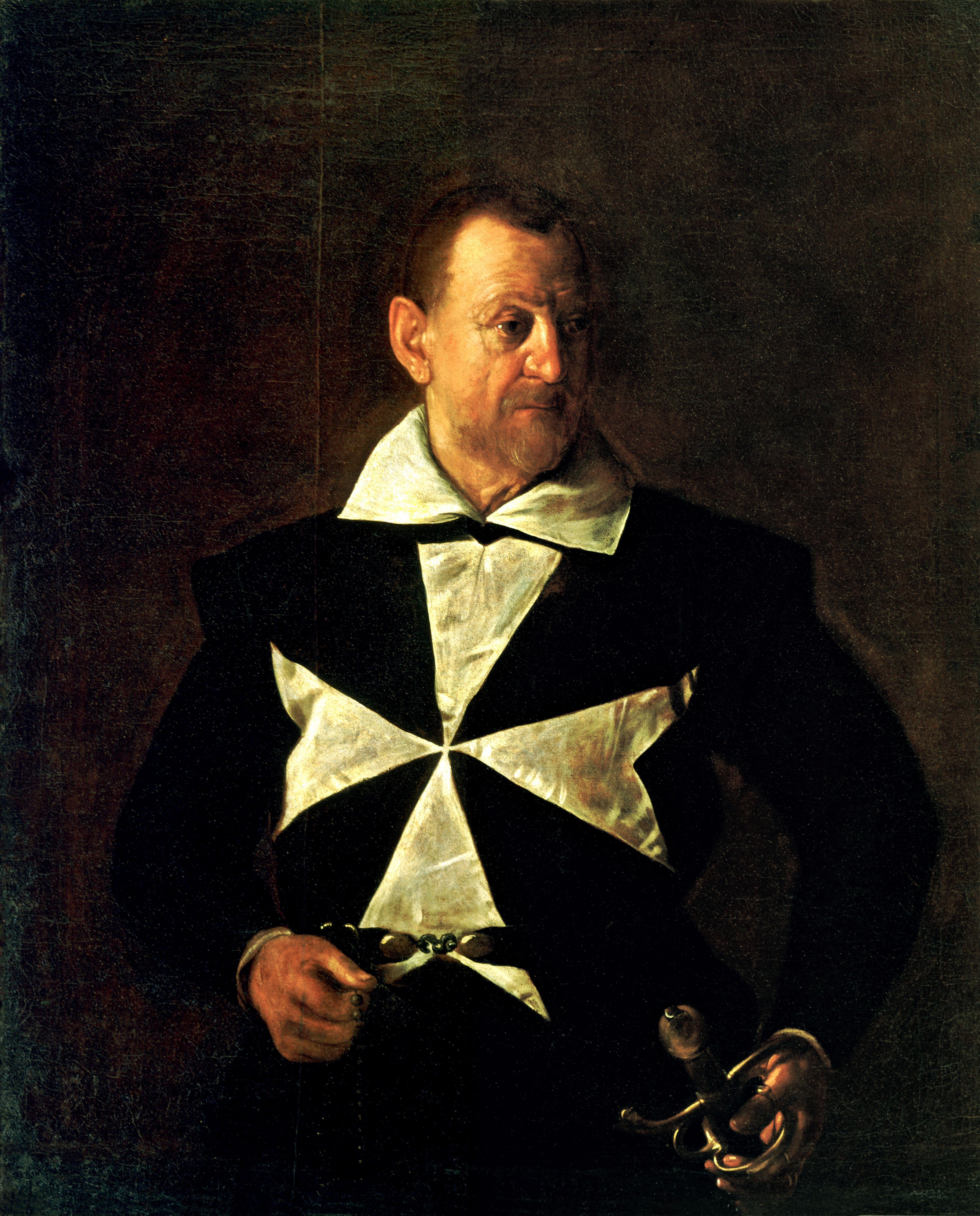
Caravage peint notamment ce portrait pour Antonio Martelli, l'un des dirigeants de l'ordre de Saint-Jean de Jérusalem à Malte, ordre hospitalier dont il devient chevalier avant de tomber en disgrâce.
(Palais Pitti, Florence).

Caravage débarque à La Valette, capitale fortifiée de l'île de Malte, le 12 juillet 1607. Il s'y rend très certainement dans l'objectif d'y être fait chevalier, ce qui va d'ailleurs se produire tout juste un an après son arrivée : l'intention de l'artiste rejoint celle d'Alof de Wignacourt, grand maître des Hospitaliers de l'ordre de Saint-Jean de Jérusalem, qui souhaite pouvoir endosser un rôle de mécène et protecteur des arts. Giovanni Pietro Bellori résume ainsi la situation : « Le Caravage désirait recevoir la Croix de Malte, dont on récompensait ordinairement les hommes qui s'étaient illustrés par leur mérite et leur vertu ; aussi résolut-il de se rendre en l'île de Malte […]. » Ce projet procède bien sûr du désir de Caravage d'accéder à une forme de noblesse et donc de promotion sociale, pour lui qui est issu d'une famille roturière ; néanmoins, sans doute est-ce aussi une étape dans sa stratégie pour obtenir le pardon papal et ainsi pouvoir un jour rentrer à Rome.
Plusieurs biographes estiment que le séjour de Caravage à Malte est brièvement interrompu par un passage à Naples entre septembre 1607 et la fin du mois d'avril 1608, avant de retourner à Malte : dans cette hypothèse, il y aurait non pas une mais deux périodes maltaises.
Mais le séjour de Caravage à Malte tourne court et s'achève dans un nouvel épisode de violence, moins de trois mois après son accès au grade tant convoité de chevalier : dans la nuit du 18 août 1608, il participe à une rixe au domicile de l'un des Frères de l'Ordre, organiste d'une église de La Valette ; cette rixe occasionne de graves blessures chez l'un des Hospitaliers. Avec quelques autres, Caravage est emprisonné — ou au moins mis aux arrêts — mais cela ne l'empêche pas de prendre la fuite sans attendre son procès. Dès les premiers jours d'octobre, profitant sans doute d'un certain nombre de soutiens ou de complicités, il s'échappe de la forteresse Sant'Angelo et embarque en direction de la Sicile. Une enquête est immédiatement lancée à Malte, mais faute de résultat probant elle ne peut qu'aboutir à un constat de fuite et de haute trahison, ce qui mène fin novembre 1607 à la dégradation de Caravage et à son expulsion de l'Ordre, « tan[quam] membrum putridum et foetidum » (« en tant que membre pourri et corrompu »).
En termes artistiques, cette période maltaise est étonnamment peu productive au vu de l'habituelle rapidité d'exécution de l'artiste ainsi que de la durée de son séjour sur place, puisqu'il y reste tout de même quinze mois : l'artiste n'y réalise sans doute pas plus de cinq tableaux.

#### La fuite en Sicile

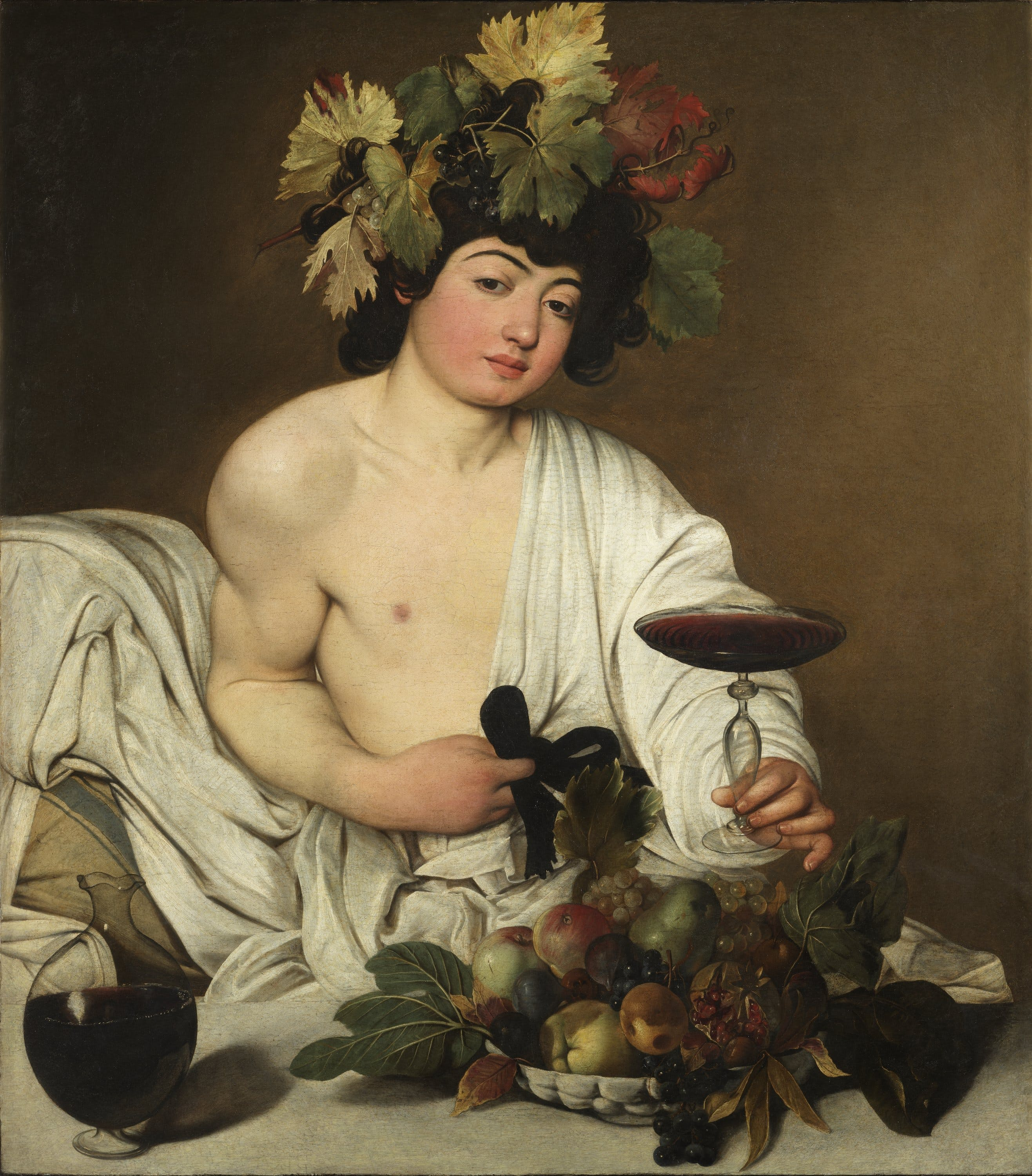
Caravage trouve à Syracuse le soutien de son fidèle ami Mario Minniti, qu'il a déjà employé à plusieurs reprises comme modèle (par ex. dans son Bacchus ci-dessus) ; mais il s'attire aussi des inimitiés et se forge une réputation personnelle peu favorable, comme le montre la biographie sicilienne très orientée due à Susinno.

Caravage touche terre au sud de l'île, puis entreprend à pied l'aventureux chemin qui doit le mener tout d'abord à Syracuse. Il n'y fait finalement qu'une brève escale, sans doute auprès de son ami Mario Minniti qui l'aide vraisemblablement à obtenir la commande de sa toile L'Enterrement de sainte Lucie. Mais il ne se sent guère en sécurité et, malgré le succès de son œuvre, il quitte la ville juste après l'avoir livrée : il s'éloigne alors jusqu'à Messine, cité où il peut compter notamment sur la protection de l'archevêque Giannettino Doria, parent de la marquise Costanza Sforza Colonna qui apporte depuis toujours son précieux concours au peintre lombard. Il y peint La Résurrection de Lazare pour un riche commerçant, Giovan Battista de' Lazzari : le thème du tableau porte sur le saint chrétien dont il porte le nom. Comme pour l'Enterrement de sainte Lucie, Caravage n'hésite pas à renouveler du tout au tout l'iconographie traditionnelle. Il crée ensuite L'Adoration des bergers pour une église franciscaine de Messine ; d'autres commandes semblent avoir été obtenues à cette période, notamment pour quatre tableaux sur le thème de la Passion du Christ — mais dont rien n'indique qu'ils aient été effectivement réalisés.
C'est peut-être une nouvelle affaire de violence qui éloigne Caravage de Messine — où il semble notamment avoir eu une querelle avec un professeur — pour le mener vers Palerme, la grande et bouillonnante cité de l'ouest de l'île, sans doute au cours de l'été 1609. Il y peint à nouveau un retable pour des franciscains, sur un thème très proche de L'Adoration des bergers de Messine : il s'agit de La Nativité avec saint François et saint Laurent, tableau qui a totalement disparu depuis son vol en 1969 (sans doute sur ordre de la mafia locale). Se sentant peut-être toujours en danger, toujours poursuivi par divers ennemis à en croire les biographies anciennes de Bellori ou de Baglione, il décide enfin de quitter la Sicile pour revenir vers Naples et y attendre le pardon papal qui doit venir de Rome.
Les retables produits en Sicile par Caravage lui valent non seulement un grand succès public, mais ils marquent aussi durablement des artistes locaux comme Mario Minniti, Filippo Paladini et Alonzo Rodriguez, qui bénéficient là d'une forte influence et contribuent ainsi à diffuser en Europe ce qui s'appellera plus tard le « caravagisme ». Ainsi, ils intègrent à leurs tableaux de puissants contrastes d'éclairages et font le choix de l'intégration de modèles vivants, réalistes, aux vêtements contemporains et à la gestuelle emphatique. Ces choix — certes pas toujours subtils — visent à transmettre toute l'intensité émotionnelle que ces artistes admirent chez le Lombard.

#### Retour à Naples; mort sur la route de Rome

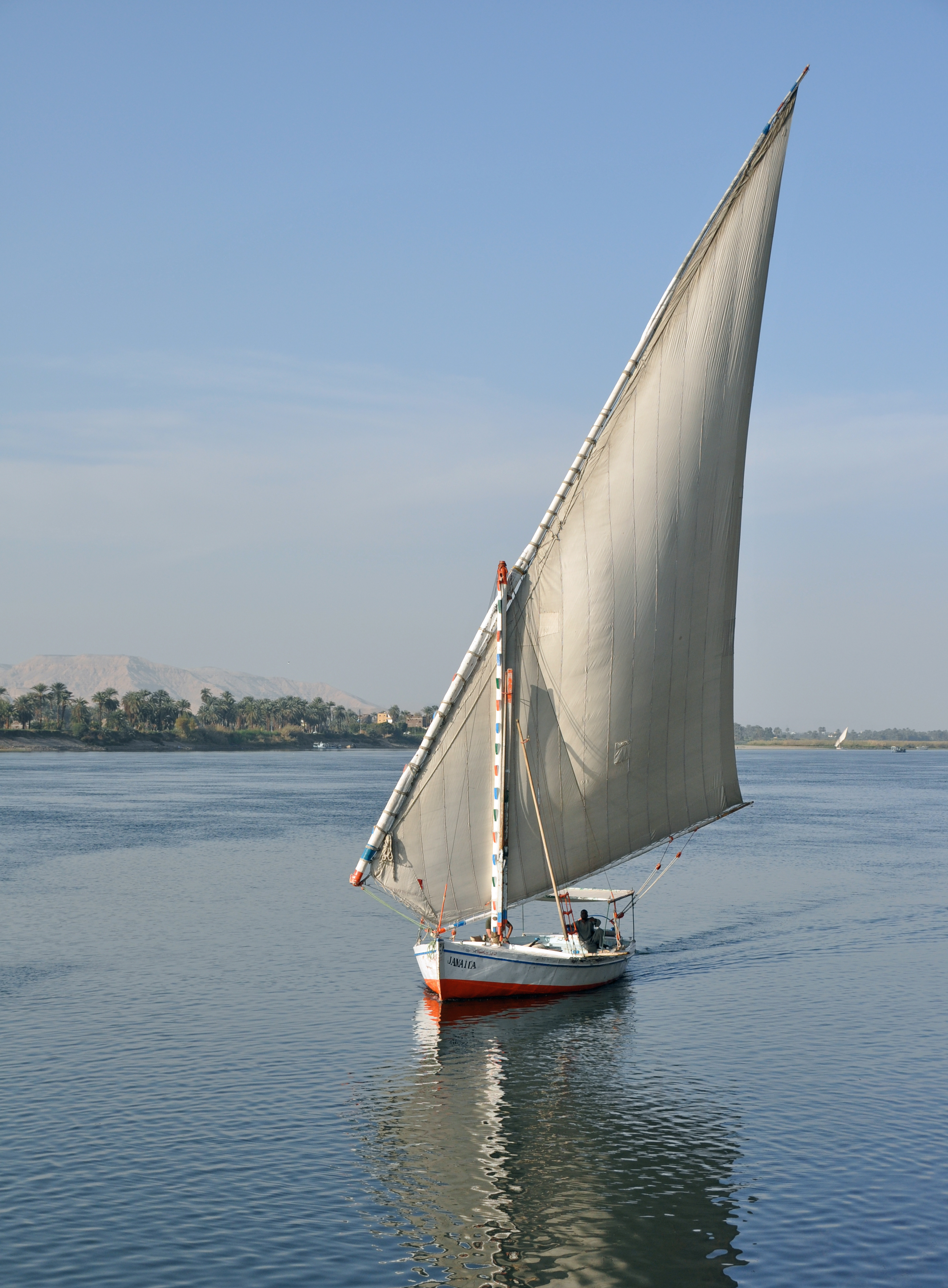
Caravage quitte finalement Naples en felouque pour retourner vers Rome en juillet 1610, mais il trouve la mort en chemin, sur la plage de Porto Ercole.

Une preuve irréfutable de la présence de Caravage à Naples date de la fin du mois d'octobre 1609, lorsqu'un rapport témoigne que le peintre a été victime d'une violente attaque dans une taverne, qui lui aurait valu d'avoir le visage tailladé, ce que Mancini confirme de son côté par un courrier de début novembre,. En tout cas, l'artiste rencontre à nouveau un grand succès à l'occasion de ce retour à Naples, et reçoit d'importantes commandes dont Le Martyre de sainte Ursule pour le compte du prince génois Marcantonio Doria ; sans doute existe-t-il d'autres commandes honorées à cette époque, mais qui sont soit inconnues soit disparues, à l'image de La Résurrection du Christ de Sant'Anna dei Lombardi. En effet, bien que ce second séjour napolitain soit bref (situé quelque part entre octobre 1609 et juillet 1610), il n'en est pas moins très productif ; selon Helen Langdon, Caravage y développe même encore un nouveau style, plus sombre, tranchant dans le vif de la narration et abordant très directement les questions de la mort et du péché humain.
Finalement, Caravage embarque du port de Naples à Chiaia dans l'intention de revenir vers Rome, où il pense enfin obtenir le pardon papal longtemps espéré. Les circonstances précises de sa navigation sont assez mal établies, mais il semble assez clair qu'à bord de la felouque sur laquelle il embarque se trouvent plusieurs de ses tableaux, peut-être destinés au cardinal Scipion Borghese en récompense de son action judiciaire en faveur de l'artiste ; or, cette felouque revient sans lui vers son port d'attache, puisqu'il trouve la mort à Porto Ercole le 18 juillet 1610. L'embarcation et son chargement reviennent donc vers Naples et le palais Cellamare de Costanza Colonna, et le nonce apostolique (en) Deodato Gentile (it) déclare y trouver trois tableaux : deux représentations de saint Jean-Baptiste (l'un pouvant être celui de la galerie Borghese) et une de Marie-Madeleine.
Les différents rapports ou comptes rendus qui sont échangés lors des jours suivant la mort de Caravage montrent de manière unanime qu'il venait bel et bien d'obtenir le pardon du Pape, et donc qu'il aurait pu rentrer à Rome pour y reprendre le fil de sa vie et de sa carrière s'il avait vécu.

## Le style tardif

### Des œuvres de rédemption

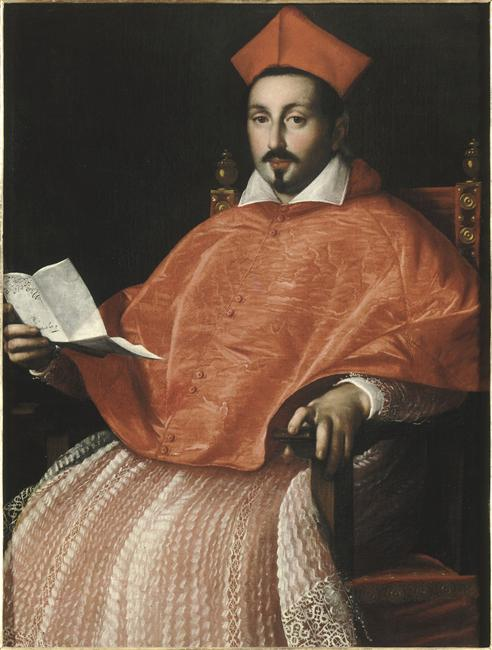
Le cardinal Scipione Borghese, neveu du pape Paul V, a tout pouvoir pour obtenir la grâce que réclame Caravage : celui-ci peint notamment pour lui un David tragique comme s'il implorait son aide en retour.
Portrait par Ottavio Leoni, musée Fesch (Ajaccio).

Certains tableaux répondent très directement aux besoins de Caravage, qui doit trouver le gîte et le couvert mais plus généralement la protection des puissants. C'est ainsi qu'il peint, par exemple, deux portraits de dignitaires de l'ordre de Saint-Jean de Jérusalem (celui du grand maître Alof de Wignacourt ainsi que celui d'Antonio Martelli, chevalier de justice de très haut rang). Chaque nouvelle commande honorée à Malte lui permet d'améliorer sa position en se rapprochant des cercles du pouvoir et de la perspective d'atteindre le statut de chevalier. Lorsqu'il obtient, sur la demande expresse du grand maître Wignacourt auprès du pape, la permission d'être nommé chevalier en dépit de son crime, il profite encore de son art pour pouvoir accéder à l'Ordre car son droit d'entrée, dit « passaggio », est réglé sous forme d'un tableau : c'est l'imposante Décollation de saint Jean-Baptiste qui joue ce rôle.
Il est également probable que certaines œuvres d'exil soient produites par Caravage pour demander à ses protecteurs de lui permettre d'obtenir le pardon papal et ainsi de revenir vivre à Rome. Il n'est pas rare à l'époque, même pour des crimes de sang, de parvenir à obtenir une grâce lorsqu'on est un artiste de renom, susceptible de fournir en retour des œuvres de valeur. Ainsi, le David avec la tête de Goliath est destiné au cardinal Scipione Borghese qui est chargé auprès du pape de l'administration judiciaire : à ce titre, il est l'un des mieux placés pour sauver le fuyard. Tout aussi influent est le cardinal Benedetto Ala, président du tribunal pontifical et possible destinataire du Saint François en méditation toujours conservé à Crémone, ville d'origine du prélat ; ou encore le cardinal Ferdinando Gonzaga qui commande son Annonciation.
Au-delà des aspects purement utilitaires, plusieurs commentateurs estiment que certains tableaux jouent un rôle rédempteur, de manière plus ou moins consciente. Cela serait cohérent avec une forme de culpabilité que l'on peut imaginer chez un homme qui, à l'occasion d'une bagarre de rue, a tué à l'épée l'un de ses semblables. L'autoportrait de Caravage en Goliath dans son tableau de David avec la tête de Goliath en constitue une illustration frappante : voilà le peintre représenté décapité, une dernière étincelle de vie dans l’œil, image dantesque du damné condamné à l'errance. Dans le même ordre d'idées, plusieurs commentateurs voient dans La Résurrection de Lazare une forme de métaphore où la lutte de Lazare contre la mort rencontre celle de Caravage pour son propre salut.
Par ailleurs, divers commentateurs voient aussi une forme d'humanité croissante dans l’œuvre d'exil du peintre — humanité qui marquera son travail jusqu'à sa mort. Keith Christiansen souligne que cet exil autorise Caravage à se libérer de certaines contraintes et polémiques artistiques liées au contexte romain : n'ayant plus à se confronter aux fantômes de Michel-Ange ou de Raphaël ni aux références à l'antique si importantes dans le milieu culturel romain, il peut recourir à une approche plus introspective et en particulier sonder la vérité émotionnelle cachée derrière la narration biblique.

### Vers les ombres

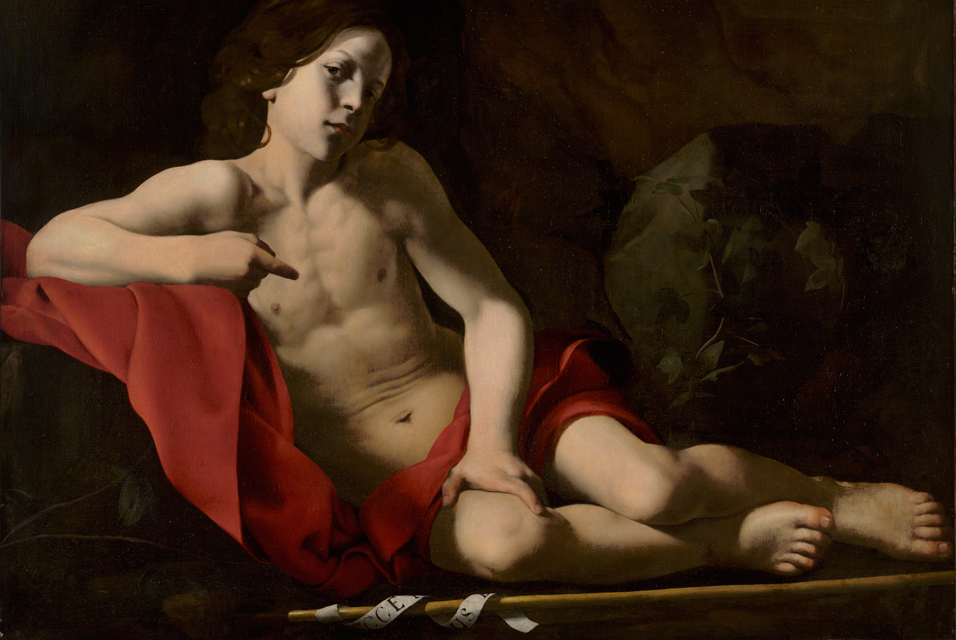
Caracciolo, à Naples, est l'un des artistes les plus fortement influencés par Caravage, comme en témoigne son œuvre empreinte de ténébrisme et de naturalisme.
Saint Jean-Baptiste dans le désert, v.1610-1620 (musée d'art de Berkeley).

La version de 1606 du Souper à Emmaüs, réalisée dès le début de la fuite de Caravage et à peine cinq ans après une lumineuse première version, témoigne d'une évolution très nette de la palette ainsi que des choix de composition : comme l'écrit Andrew Graham-Dixon, les ombres prennent tant de profondeur qu'il semble que quelqu'un a éteint la lumière qui éclairait la scène. Cette orientation vers le ténébrisme associé au naturalisme est notable et se révèle en particulier dans l'ensemble du corpus d’œuvres religieuses réalisées à Naples à l'occasion des deux séjours de Caravage : ce corpus est si influent qu'il donne naissance à une véritable école napolitaine dans les décennies qui suivent, orientant notamment l'art de José de Ribera, puis de Mattia Preti ou encore de Luca Giordano. Des artistes reconnus comme Carlo Sellitto ou Battistello Caracciolo se mettent à imiter le style de Caravage et à réaliser des copies de ses retables, à l'instar d'étrangers comme le Flamand Louis Finson — ce qui contribue à diffuser l'esprit du caravagisme plus largement en Europe.
L'assombrissement des toiles de Caravage se substitue au lyrisme de son œuvre de jeunesse et reflète l'état mental et psychologique où il se trouve au cours de son exil : l'emploi des ombres dans la période romaine relevait d'un choix de technique picturale, tandis qu'elles acquièrent une dimension profondément psychologique dans le contexte de l'exil. Certes, bon nombre de tableaux de l'époque servent l'intention de Caravage d'obtenir un pardon afin de pouvoir retourner à Rome, mais ils illustrent aussi la démarche sombrement introspective du peintre, comme le montre le méditatif Saint Jean-Baptiste destiné au cardinal Scipione Borghese. Ses œuvres les plus tardives sont empreintes de tragique et évoquent un véritable désespoir personnel. Ainsi, comme le montre Helen Langdon, le tout dernier autoportrait qu'il incorpore dans une toile (Le Martyre de sainte Ursule, qui est peut-être la toute dernière œuvre de la main de Caravage) est une reprise de celui de L'Arrestation du Christ mais dans une version exsangue, désespérée et non plus fière et flamboyante.

Un même autoportrait, mais qui témoigne d'une perte de tout espoir.
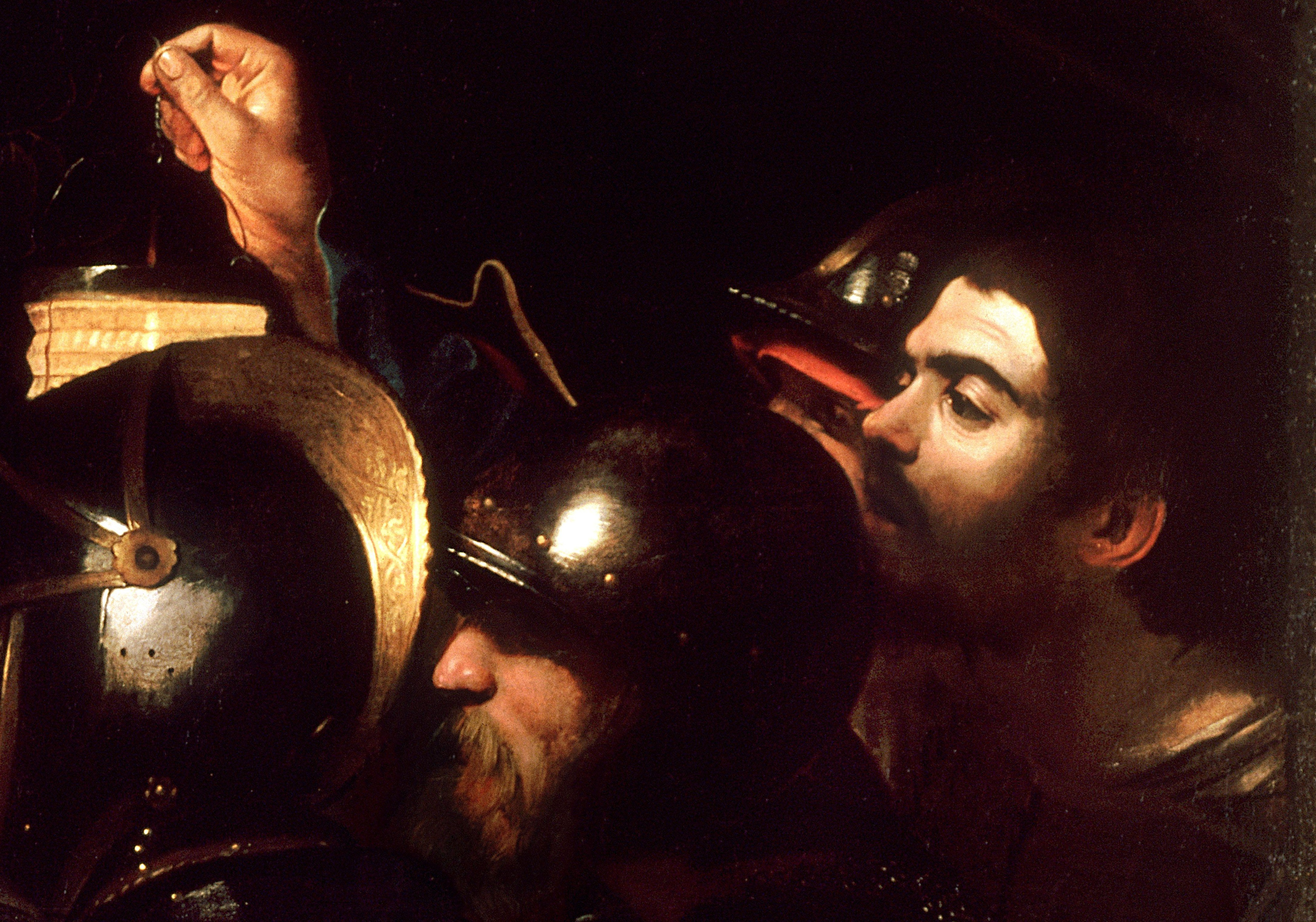
Détail de L'Arrestation du Christ (1602).
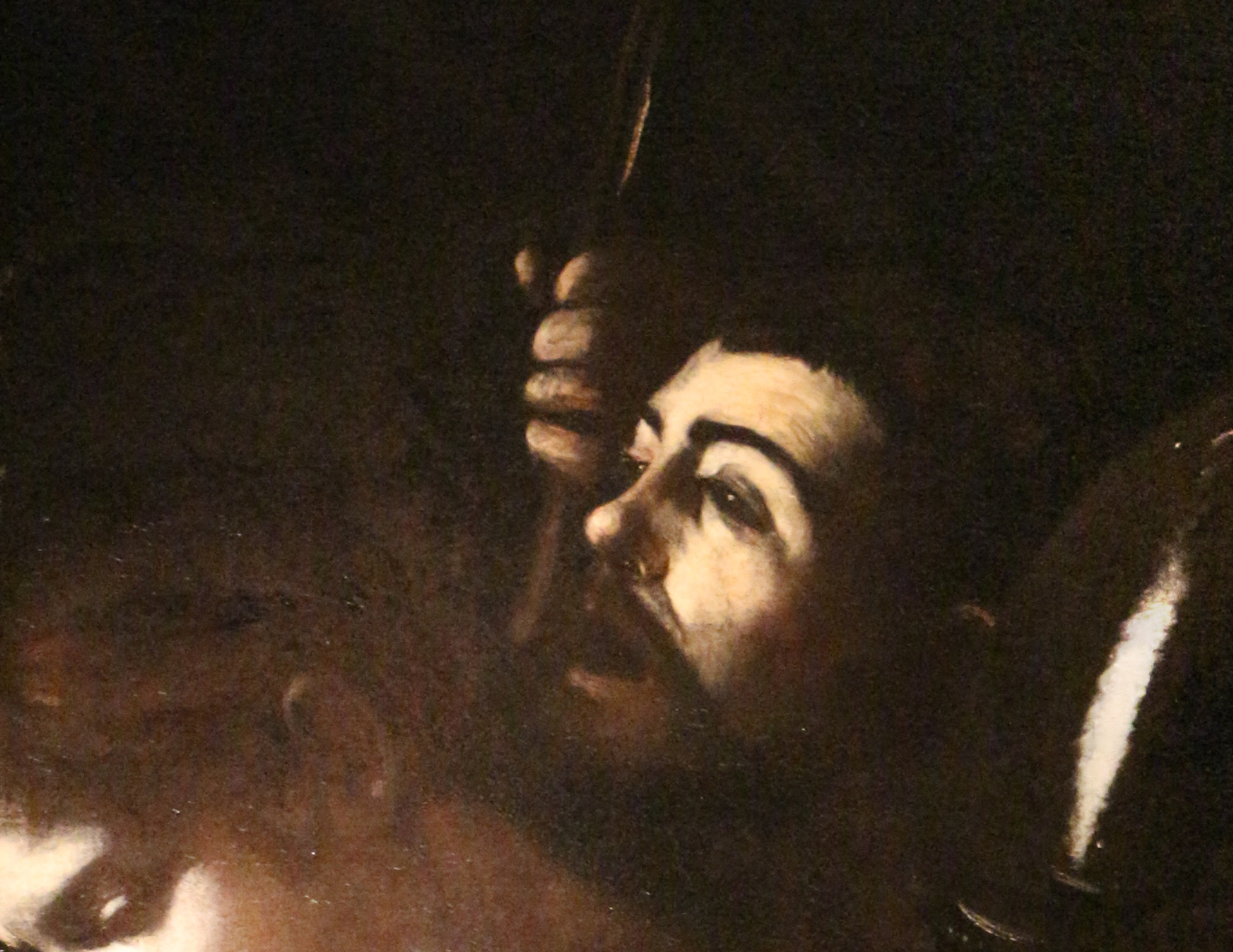
Détail du Martyre de Sainte Ursule (1610).

Cette évolution notable vers les ombres, conjuguée avec la dégradation de nombreuses toiles tardives, ne doit cependant pas faire penser que la palette de Caravage se réduise systématiquement : au contraire, c'est parfois une vaste gamme de couleurs qui est employée, notamment dans les retables siciliens. Il est vrai toutefois que sa palette se restreint dans les œuvres les plus tardives, mais cela n'empêche nullement l'emploi de couleurs franches et contrastées. Ainsi, son emploi du blanc devient de plus en plus fréquent, ce qui contribue à renforcer ses effets de lumière ; le rouge est également très employé pour accentuer un détail ou comme tonalité dominante, comme pour le vermillon du Saint Jérôme de La Valette ou du Martyre de sainte Ursule.

### Un espace repensé

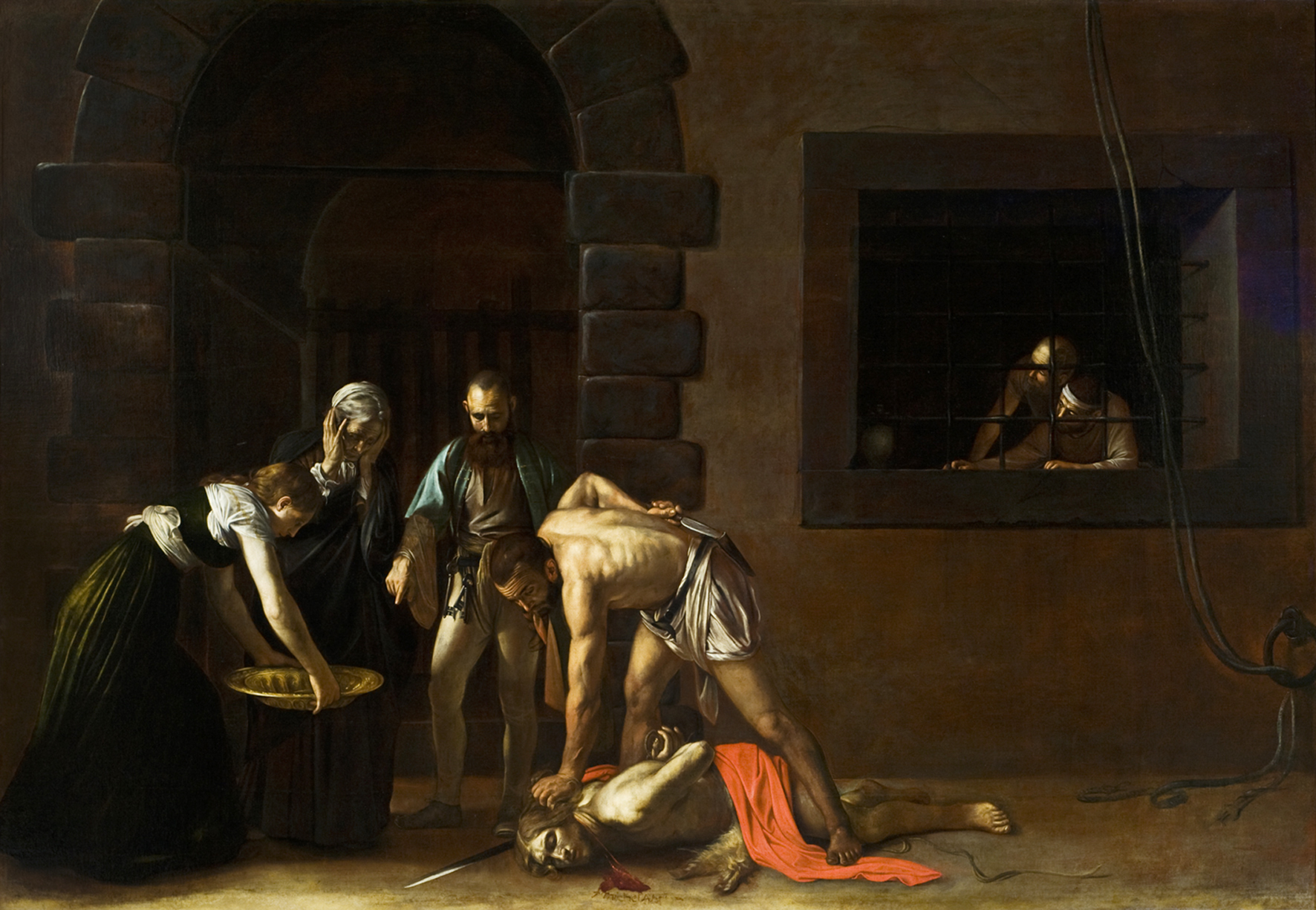
Dans La Décollation de saint Jean-Baptiste (co-cathédrale Saint-Jean de La Valette), un rôle essentiel est accordé à l'architecture et à l'espace sombre et vide.

La vision de l'espace de la toile évolue nettement dans la période tardive de Caravage, comme l'atteste une comparaison entre ses retables romains et ceux de Malte ou de Sicile. Ses personnages disposent désormais de davantage d'espace pour se mouvoir : ils sont plus souvent positionnés en retrait du bord du tableau et disposés dans un espace architectural défini. La composition reste toujours aussi rigoureuse, sa clarté est même de plus en plus appuyée, mais elle offre une plus grande profondeur de champ qu'auparavant. Les choix de décors (parfois rendus peu visibles par l'état dégradé de certaines toiles siciliennes, mais pourtant décrits avec beaucoup de soin) témoignent de cette évolution où, comme le montre Helen Langdon, l'espace où évoluent les personnages semble se dilater par rapport aux choix de la période romaine. Pour Christiansen, Caravage découvre pendant ces années d'exil « l'éloquence tragique du vide ».

## Liste des tableaux de la période
Selon les experts, le catalogue de l’œuvre d'exil de Caravage oscille autour d'une vingtaine de tableaux attribués avec certitude, même si certains sont plus contestés. L'historienne de l'art Catherine Puglisi évoque ainsi treize retables et probablement une douzaine de tableaux de chevalet. Ce catalogue de l’œuvre tardif est relativement plus fiable que celui concernant ses productions de jeunesse, puisque Caravage a connu entretemps un immense succès à Rome, ce qui améliore nécessairement la qualité et la quantité de la documentation autour de ses productions.

### Catalogue courant
Les œuvres et dates de création proposées ci-dessous sont issues de l'ouvrage Caravaggio de John T. Spike, qui propose une analyse détaillée des attributions et datations de ses collègues historiens de l'art, pour en proposer une synthèse relativement consensuelle. Toutefois, il s'agit fréquemment d'hypothèses qui n'offrent pas de certitude absolue et doivent donc être confrontées à d'autres sources. À titre d'exemple, la liste des 27 tableaux ici retenus par Spike peut être comparée au catalogue de Sybille Ebert-Schifferer qui n'en retient que 21 pour cette même période d'exil, ou à celui de Catherine Puglisi qui, pour sa part, va jusqu'à 28.
Les tableaux et les dates qui sont fréquemment contestés ou débattus sont indiqués par un astérisque (*).
- Les Sept Œuvres de miséricorde (1606)

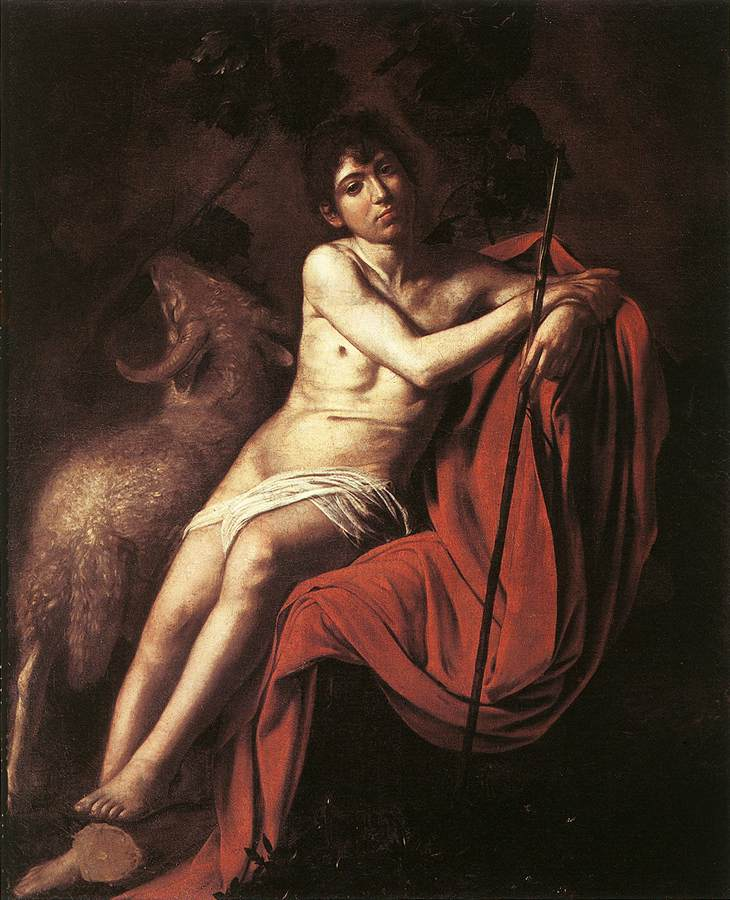
Saint Jean-Baptiste, galerie Borghèse, Rome.

- Le Souper à Emmaüs « Milan » (1606)
- La Madone du rosaire (1606-1607*)[d]
- Le Crucifiement de saint André (1607*)[e]
- Le Reniement de saint Pierre (v.1607*)[f]
- La Flagellation du Christ (1607*)[g]
- Le Christ à la colonne (v.1607*)[h]
- Portrait d'Alof de Wignacourt (1607)
- Saint Jérôme écrivant « La Valette » (v.1607)
- La Décollation de saint Jean-Baptiste (1608)
- L'Enterrement de sainte Lucie (1608)
- Portrait d'Antonio Martelli (v.1608)[i]
- Saint François en méditation sur le crucifix (1608*)
- Saint Jean-Baptiste à la fontaine* (v.1608*)[j]
- Salomé avec la tête de saint Jean-Baptiste « Londres » (v.1608*)[k]
- Amour endormi (1608)
- La Résurrection de Lazare (1608-1609)
- L'Annonciation (1608-1610*)[l]
- Narcisse (1608-1610)
- L'Adoration des bergers (1609)[m]
- La Nativité avec saint François et saint Laurent (1609)
- Saint Jean-Baptiste « Borghese » (1609-1610)[n]
- Salomé avec la tête de saint Jean-Baptiste « Madrid » (1609-1610*)
- Le Martyre de sainte Ursule (1610)
- David avec la tête de Goliath « Borghese » (1610*)[o]
- Marie-Madeleine en extase* (1610*)[p]
- Saint Jean-Baptiste allongé* (1610*)[q]

### Compléments possibles

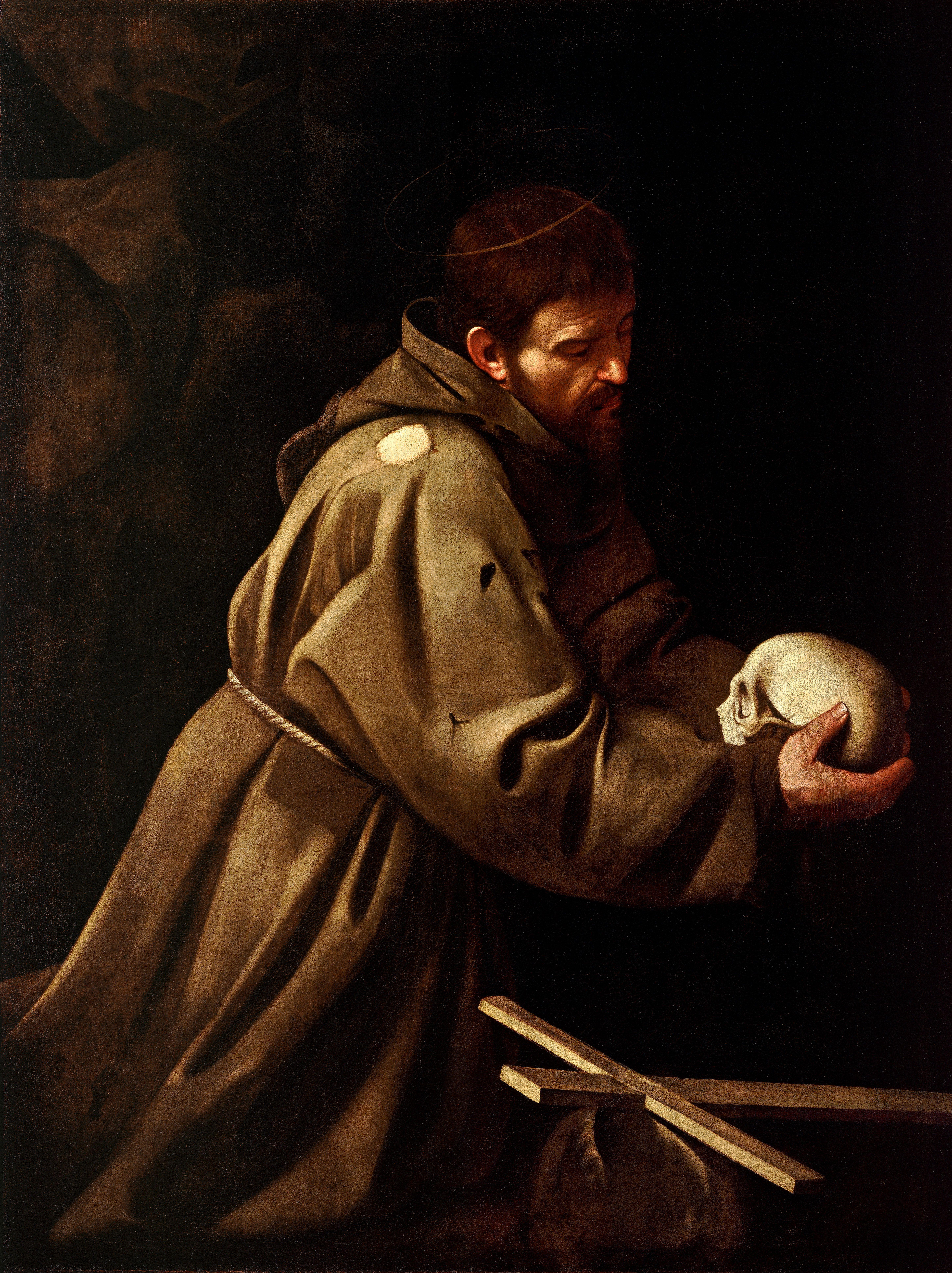
Saint François en méditation, galerie nationale d'art ancien (Rome).

En dehors du catalogue ci-dessus, divers chercheurs contemporains proposent d'ajouter certaines autres œuvres à cette période d'exil. Ces propositions ne sont toutefois pas consensuelles.
- Saint François en méditation[r]
- Ecce Homo[104]
- L'Arracheur de dents[104]
- La Résurrection du Christ[105], tableau disparu, à quoi pourraient s'ajouter deux autres tableaux disparus, également conçus pour orner la chapelle Fenaroli de l'église Sainte-Anne-des-Lombards à Naples.

### Expositions
- D'octobre 2004 à janvier 2005, une exposition importante permet de réunir à Naples 18 toiles de la période 1606-1610 : L'Ultimo Tempo, musée de Capodimonte[63].
- Cette exposition part ensuite vers Londres de février à mai 2005, avec un corpus très semblable mais limité à 16 tableaux : The Final Years, National Gallery[106],[107].